# Sint-Martinuskerk (Neerwaasten)

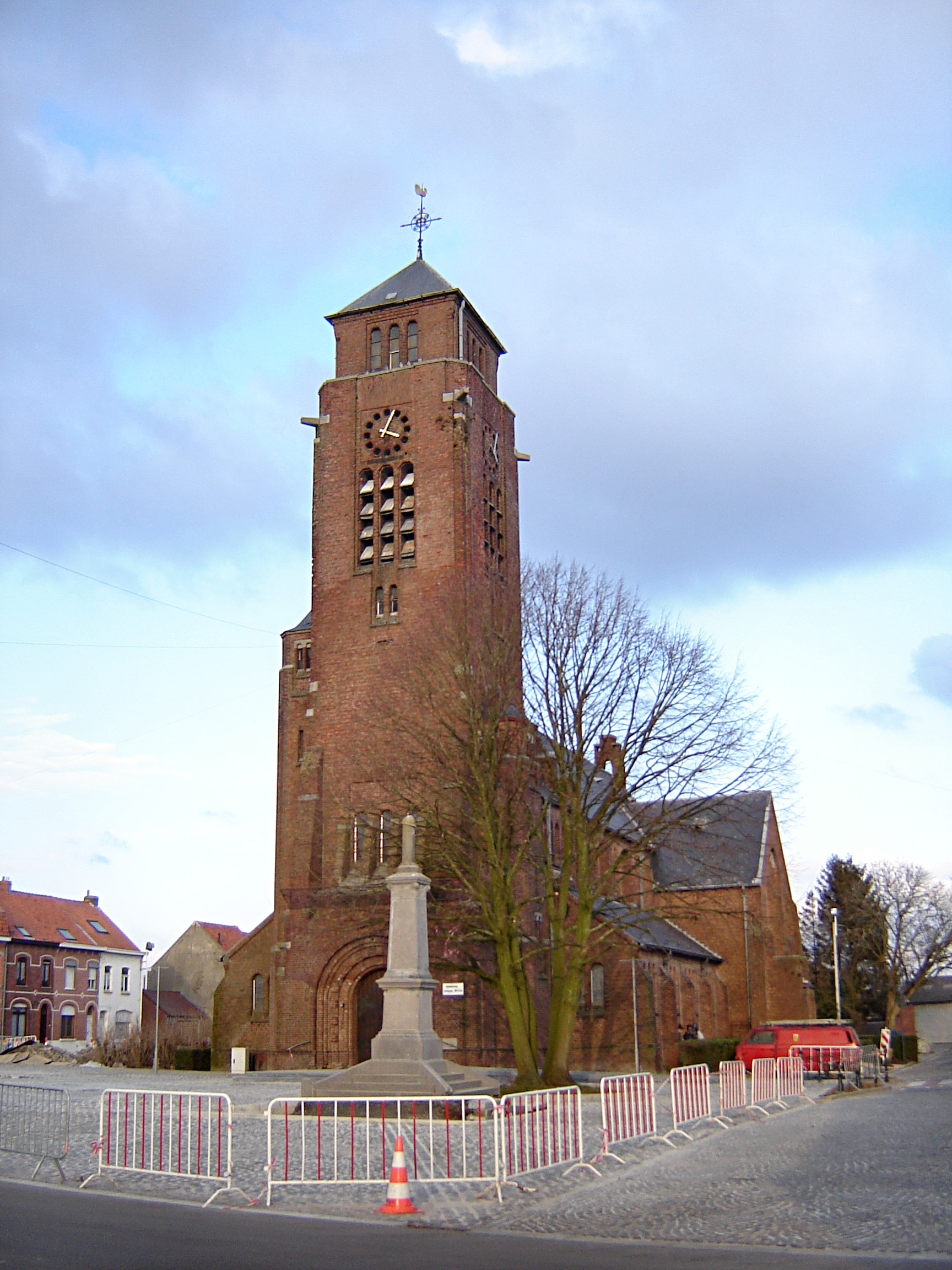
Sint-Martinuskerk

De Sint-Martinuskerk (Église Saint-Martin) is de parochiekerk van de tot de Henegouwse gemeente Komen-Waasten behorende plaats Neerwaasten.

## Geschiedenis
De parochie werd in 1127 gesticht door Jan I van Waasten, bisschop van Terwaan. Tot de parochie behoorde naast Neerwaasten (Bas-Warneton) ook Warneton-Bas, dat ten zuiden van de Leie lag, nu in Frankrijk. 
Opgravingen tonen aan dat de oorspronkelijke kerk gebouwd werd boven op een Romeins bouwwerk. 16e-eeuwse afbeeldingen tonen een romaans kerkgebouw. In de 17e eeuw werd deze, te klein bevonden, kerk vrijwel geheel vernieuwd.
Neerwaasten werd geheel verwoest tijdens de Eerste Wereldoorlog. In 1919 werd een noodkerk in gebruik genomen. De huidige kerk, in neoromaanse stijl, is van 1927. Het is een basilicale kruiskerk met voorgebouwde toren, uitgevoerd in baksteen.